# Coupe des nations de rink hockey
Pour les articles homonymes, voir Coupe des nations.
La Coupe des nations est la plus ancienne compétition de rink hockey au monde. Créée en 1921 en Suisse, la compétition est traditionnellement organisée par le club de Montreux Hockey Club à la période de Pâques. Jusqu'en 1978 la compétition est annuelle avant de se prendre un rythme bisannuel. Le tournoi a acquis une réputation notamment car il est organisé l'année des championnats du monde. Le club de Montreux, participant à l'épreuve, reçoit sept des meilleures équipes nationales en vue d'une édition servant de prélude au mondial se déroulant plus tard dans l'année. 
En un siècle, vingt pays provenant de tous les continents ont participé au tournoi qui a vu s'imposer des représentants de neuf pays différents. Dominé par l'Angleterre jusqu'à la seconde guerre mondial, depuis le Portugal et l'Espagne remportent la majorité des éditions. Alors que le Chalenge Marcel Monney est délivré au vainqueur de trois éditions consécutives ou cinq non consécutives de la compétition en 2003, il ne faut attendre que 2007 et 2013 pour voir le chalenge remporté par l'Espagne puis le Portugal. 

## Histoire
En 1921, le club suisse du Montreux HC organise le premier tournoi de Pâques : Otto Mayer et Fred Renkewitz sont notamment les initiateurs du projet. L'unique équipe invitée à cette occasion est le champion d'Allemagne en titre, Stuttgart. Les deux équipes se rencontrent à trois reprises durant les trois jours du tournoi.
En 1923, pour la troisième édition du tournoi, l'équipe d'Angleterre est invité. Il s'agit du début de la présence de sélections nationales sur le tournoi.
En 1924 et 1925, la participation de plusieurs délégations nationales permet au tournoi de Pâques de devenir un championnat d'Europe non officiel. C'est pour ces occasions que le tournoi de Pâques est rebaptisé Coupe des nations.
Entre 1927 et 1931, trois championnats d'Europe officiels cette fois ci ont lieu durant le tournoi.
En 1935, deux tournois ont lieu avec les mêmes équipes : le Tournoi de Montreux et le Tournoi de Pâque.
En 1939 et 1948, Montreux accueille les championnats du monde et d'Europe.
Depuis 1949, le tournoi pascal garde l'appellation coupe des nations.

### Périodicité
À sa création en 1921, les éditions se tiennent annuellement. Il n'y aura pas d'édition en 1928 et en 1936. En 1936, une compétition faisant office de championnat d'Europe et du Monde a été organisé à Stuttgart du 1er au 5 avril 1936, soit la semaine précédente la semaine sainte, date habituellement de l'organisation du tournoi.
La seconde guerre mondiale marque un arrêt dans l'organisation des compétitions, entre 1939 et 1945, seule l'édition 1941 voit s'opposer en deux match le club hôte de Montreux à club français de Lyon situé en France libre.
À l'issue de la guerre, l'organisation de la compétition se maintient sous un format annuel jusqu'en 1976. Mais lors des dix précédentes années (1966-1976), des difficultés ont conduits à l'annulation de quatre éditions. En 1966, les organisateurs annulent le tournoi en raison des frais de participation du Portugal qu'ils jugent excessif. Trois plus tard, la coupe des nations n'a pas lieu car la ville de Lausanne organise le championnat d'Europe 1969. Trois ans plus tard, l'édition de 1972 est annulée en raison de l'incendie du Casino de Montreux en 1971. L'incendie dont les fumées se sont propagées sur le Lac Léman a inspiré Smoke on the Water de Deep Purple. 
Depuis 1978, la compétition adopte sa fréquence de croisière d'une compétition tous les deux ans. L'édition devant se dérouler en 1986 est repoussée d'une année en 1987 provoquant un décalage de calendrier avec une organisation des éditions les années impaires. En 1994, une édition spéciale est organisée afin de célébrer les 70 ans de la fédération internationale ayant son siège à Lausanne. En 2021, l'édition est annulée en raison de l'apparition de l'épidémie de Covid-19. Il faut attendre 2024 pour voir réapparaitre le tournoi qui est organisé l'année des compétitions mondiales de rink hockey.

### Participants
Le nombre de participants par édition a varié au cours de l'histoire de la compétition. À ses débuts de 1921 à 1923, s'agissait de trois rencontres entre Montreux et une équipe venant d'un autre pays, l'Allemagne en 1921, la France en 1922 et l'Angleterre en 1923. C'est à partir de 1924 que se constitue un championnat généralement de six équipes dans les années 1920, et de quatre équipes dans les années 1930, bien qu'il puisse y avoir pour certaines éditions jusqu'à sept participants. Après la seconde guerre mondiale, le nombre de participants est très fluctuant selon les années. De six au minimum (majoritairement de 1963 à 1978) à douze au maximum en 1991 et 1993. Depuis 1994, le nombre d'équipes participants à la compétition est de huit. 
En un siècle, la compétition a connu des participants provenant de vingt pays, sans compter la participation de trois sélections continentales lors de l'édition commémorative de 1994. 
Pour l'Europe (11 pays), Andorre n'a participé qu'à une seule édition en 2003. L'Angleterre, nation historique du rink hockey de l'entre-deux guerre, voit ses participations se terminer en 1964. Cependant, en 1999 et en 2003, l'Angleterre fait un bref retour en Coupe des Nations. La participation annuelle de la Belgique cesse après l'édition 1961, mais sera tout de même présent à deux reprises en 1967 et en 1973. Les Espagnols firent leur première apparition à Montreux en 1947. La France est présente annuellement à presque toutes les éditions, à l'exception des années 1960 et 1970, où elle ne sera conviée qu'à trois reprises. L'Italie est présente à toutes les époques, avec cependant une absence de participation entre 2005 et 2015. Les Pays-Bas arrivent en Suisse dans le cadre du mondiale 1948, et participeront régulièrement de 1951 à 1999. Le Portugal fait deux brèves apparitions en 1931 et 1939, mais prennent part ensuite aux compétitions d'après guerre. La Suisse, équipe nationale du pays hôte, n'est conviée aux éditions que depuis 1995, avant cela elle ne participait pas au tournoi en dehors du cadre des éditions faisant également office d'un championnat officiel, d'Europe ou du Monde. Après y avoir connu sa première participation en 1956, la Yougoslavie accède à la Coupe des Nations à une autre édition avec de connaître sa dernière participation en 1972. Bien que première invitée de la compétition, l'Allemagne n'est plus convié à la Coupe depuis 2015. 
Pour l'Amérique (4 pays), les Argentins apparaissent dans la compétition en 1971. 
L'Amérique du nord est peu représenté, mais voit les États-Unis participer pour la première fois à la compétition en 1978. Le Brésil attend 1993 pour participer au championnat mais principalement durant les années 1990 avant de revenir une fois en 2013, et le Chili participe en 2007 et 2017.
L'Afrique (3 pays) est principalement représenté par l'Angola. Ce pays fait son apparition en 1982. Deux autres pays africains ont joués à Montreux, l'Égypte dans le cadre du Mondial de 1948 et le Mozambique en 1987 et 1989.
L'Océanie (1 pays) est représenté par l'unique participation de l'Australie en 1991, et l'Asie (1 pays) par Macao en 2011 et 2013.

## Palmarès
| Équipes                                                        | Titres (équipe nationale) | Titres (club) | Participations                                  |
| -------------------------------------------------------------- | ------------------------- | ------------- | ----------------------------------------------- |
| Portugal (dont 1 SL Benfica, 1 Lourenço Marques et 1 Lisbonne) | 19                        | 3             | 48                                              |
| Espagne (dont 1 CP Voltregà, 1 RCD Español et 1 FC Barcelone)  | 17                        | 3             | 48                                              |
| Angleterre (dont 2 Herne Bay et 1 Faversham)                   | 8                         | 3             | 30                                              |
| Suisse (dont 5 Montreux HC)                                    | 0                         | 5             | 80 (dont 58 pour Montreux et 22 pour la Suisse) |
| Argentine                                                      | 4                         | 0             | 14                                              |
| Italie (dont 1 Monza)                                          | 2                         | 1             | 60                                              |
| Allemagne (dont 1 Stuttgart)                                   | 1                         | 1             | 52                                              |
| Belgique                                                       | 1                         | 0             | 25                                              |
| France (dont 1 Stade Bordeaux)                                 | 0                         | 1             | 51                                              |

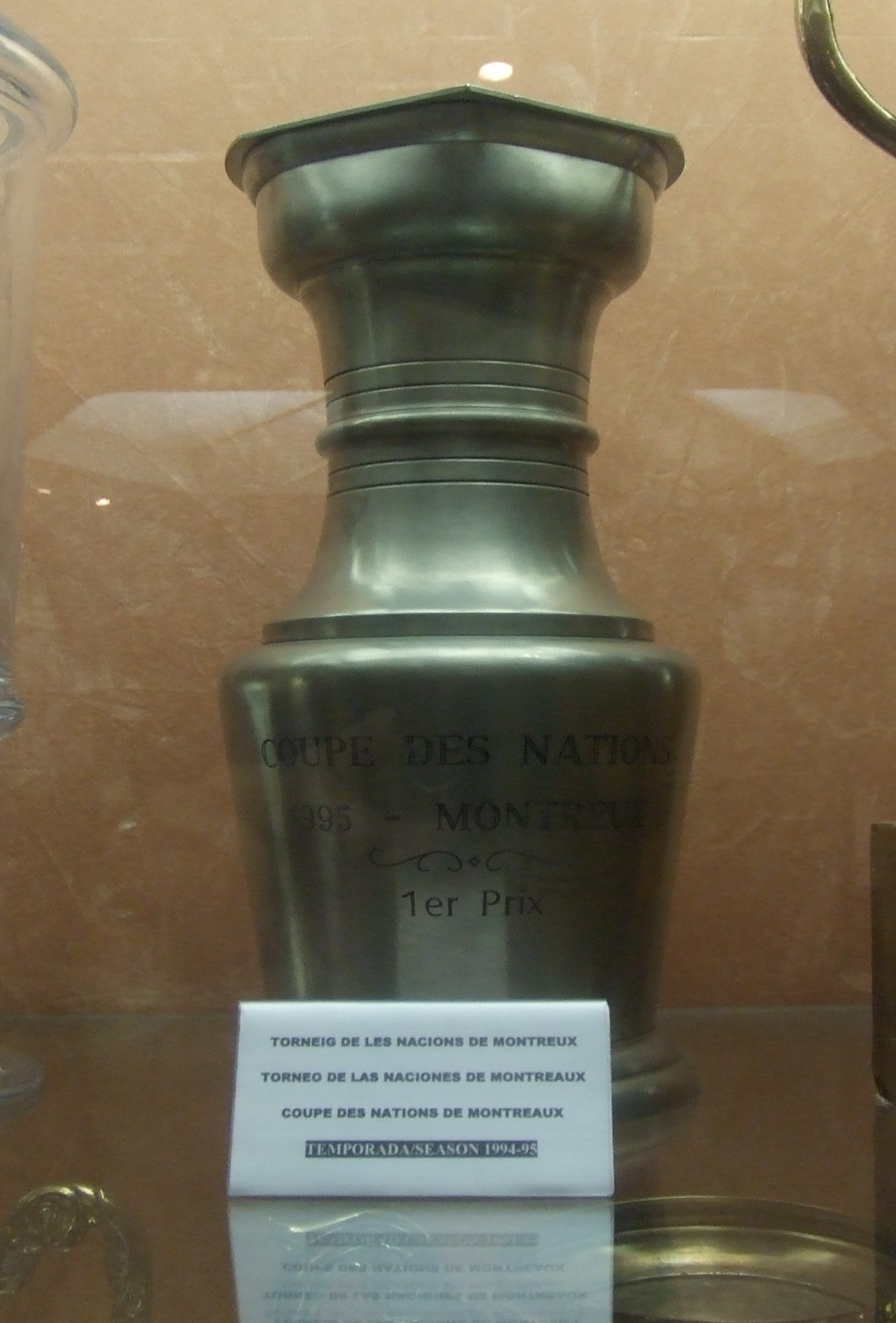
Le trophée remporté par l'équipe d'Espagne en 1995 est exposé à Barcelone.

### Challenges
Le Challenge Hispania est mis en jeu en 1962 et est définitivement acquis par l'équipe qui remporte la coupe des nations quatre fois consécutivement ou dix non consécutivement. 
Le Challenge Marcel Monney est délivrée depuis 2003 à l'équipe qui remporte la coupe des nations trois fois consécutivement ou cinq non consécutivement. En 2007, alors que les frères Jimenez s'opposent dans deux équipes différentes, l'Espagne remporte le challenge Marcel Monney après leur troisième victoire sur les trois éditions joués depuis la mise en place du challenge. En 2013, le Portugal remporte le challenge Marcel Monney après leur troisième victoire (2009, 2011 et 2013).